# Ernest Walton
Ernest Thomas Sinton Walton (n. 6 octombrie 1903, Abbeyside⁠(d), Munster⁠(d), Irlanda – d. 25 iunie 1995, Belfast, Irlanda de Nord, Regatul Unit) a fost un fizician irlandez, laureat al Premiului Nobel pentru Fizică în 1951, împreună cu John Cockcroft, pentru experimentele de fisionare a nucleului atomic efectuate la Universitatea Cambridge la începutul anilor 1930. Walton este singurul irlandez care a câștigat un Premiu Nobel într-un domeniu științific.